# Phalaenopsis 'Spica'
Phalaenopsis 'Spica' est un cultivar hybride primaire d'orchidées du genre Phalaenopsis obtenu par Osgood en 1969.

## Parenté
Phalaenopsis 'Spica' = Phalaenopsis fasciata × Phalaenopsis lueddemanniana

## Descendance
- Phalaenopsis 'Allspice' =  Phal. 'Spica' × Phalaenopsis amboinensis.
- Phalaenopsis 'Barbara Moler' = Phal. 'Spica' × Phalaenopsis 'Donnie Brandt'.
- Phalaenopsis 'Class President' = Phalaenopsis 'James Hausermann' × Phal. 'Spica'.
- Phalaenopsis 'Daryl Lockhart' = Phalaenopsis 'Suemid' × Phal. 'Spica'.
- Phalaenopsis 'Golden Buddha' = Phalaenopsis 'Cher Ann' × Phal. 'Spica'.
- Phalaenopsis 'Red Magic' =  Phal. 'Spica' × Phalaenopsis speciosa.
- Phalaenopsis 'Sonnentau' = Phal. 'Spica' × Phalaenopsis 'Eva Lou'.

## Cultivars
- Phal. 'Spica Cherokee'
- Phal. 'Spica Crestwood'
- Phal. 'Spica Florence'
- Phal. 'Spica Jack’s Gift'
- Phal. 'Spica Gutter'